# Макрицкас, Роландас
Роландас Макрицкас (лит. Rolandas Makrickas; род. 31 января 1972, Биржай, ЛитССР, СССР) — литовский куриальный кардинал. Титулярный архиепископ Толентино с 11 февраля 2023. Коадъютор архипресвитера базилики Санта-Мария-Маджоре с 20 марта 2024 по 4 июля 2025. Архипресвитер базилики Санта-Мария-Маджоре с 4 июля 2025. Кардинал-дьякон с титулярной диаконией Сант-Эустакьо с 7 декабря 2024.

## Ранняя жизнь и образование
Роландас Макрицкас родился 31 января 1972 года, Биржае, Литовская Советская Социалистическая Республика, Союз Советских Социалистических Республик, и был младшим из пяти детей. Поскольку советские власти ограничивали религиозную практику и катехизацию, его раннее религиозное образование осуществлялось в частном порядке и тайно. Конец советской эпохи позволил ему получить более широкое понимание своей веры и способов переживания, выходящих за рамки ритуалов. В молодости он летал на планерах и ненадолго подумывал о карьере в авиации.
В 1990 году, на втором году её существования, поступил в Каунасскую духовную семинарию, а с 1991 года жил в Литовском колледже Святого Казимира в Риме во время изучения философии и теологии в Папском Григорианском университете. Роландас Макрицкас принял таинство рукоположения Паневежской епархии 20 июля 1996 года. После своего рукоположения отец Макрицкас был с 1996 года по 2001 год был заместителем генерального секретаря Конференции католических епископов Литвы и отвечал за Национальный комитет по юбилейному году с 2000 года по 2001 год. После дальнейшего обучения он получил докторскую степень по истории церкви в Папском Григорианском университете в 2004 году.

## Дипломатическая служба
1 июля 2006 года, после окончания Папской Церковной академии, поступил на дипломатическую службу Святого Престола. Он выполнял задания в папских миссиях сначала в Боливии, потом в Грузии, Швеции, где апостольская нунциатура отвечала за несколько северных стран. Он служил в США с 2013 года по 2017 год, включая папский визит. В течение двух лет он был поверенным в делах в Габоне и советником в Республике Конго, где участвовал в предоставлении социальных услуг Церкви и руководил строительным проектом.
10 августа 2019 года он присоединился к Секции общих дел Государственного секретариата Ватикана в Риме в качестве главы администрации, став первым неитальянцем, занявшим эту должность. В этой роли он участвовал в реорганизации финансовых и административных функций Ватикана.

## Базилика Санта-Мария-Маджоре
15 декабря 2021 года Папа Франциск назначил Макрицкаса чрезвычайным комиссаром, отвечающим за управление активами капитула Папской базилики Санта-Мария-Маджоре, сославшись на «особые сложности экономического и финансового управления капитула… усугубляемые распространением пандемии [COVID-19]». Папа покинул собрание, чтобы предложить ему этот пост в короткой беседе в коридоре. Несмотря на такую характеристику своей роли, он неоднократно выступал в качестве представителя событий и инициатив базилики Despite that characterization of his role, he repeatedly acted as spokesperson for the basilica's events and initiatives..
11 февраля 2023 года Папа Франциск назначил Макрицкаса титулярным архиепископом Толентино. Государственный секретарь Святого Престола кардинал Пьетро Паролин рукоположил его в епископа 15 апреля этого же года в Санта-Мария-Маджоре. Со-консекраторами выступили архипресвитер базилики Санта-Мария-Маджоре кардинал Станислав Рылко и заместитель государственного секретаря по общим делам архиепископ Эдгар Пенья Парра.
20 марта 2024 года, положив конец роли Макрицкаса в качестве комиссара и переопределив роль каноников базилики, Папа Франциск назначил монсеньора Макрицкаса коадъютором архипресвитера базилики Санта-Мария-Маджоре .

## Кардинал
6 октября 2024 года во время Ангелуса Папа Франциск объявил Роландаса Макрицкаса в числе новых кардиналов, которых он собирается назначить на консистории от 8 декабря этого года, дата была позднее была перенесена на 7 декабря.
7 декабря 2024 года Папа Франциск возвёл его в кардиналы, присвоив сан кардинала-дьякона с титулярной диаконией Сант-Эустакьо.
Участник Конклава 2025 года, где был избран папа Лев XIV.
4 июля 2025 года Папа Лев XIV принял отставку кардинала Станислава Рылко с поста архипресвитера базилики Санта-Мария-Маджоре и кардинал Макрицкас наследовал ему в качестве архипресвитера.